# Elophos coelibaria
Elophos coelibaria là một loài bướm đêm trong họ Geometridae.